# 長崎バス東長崎営業所

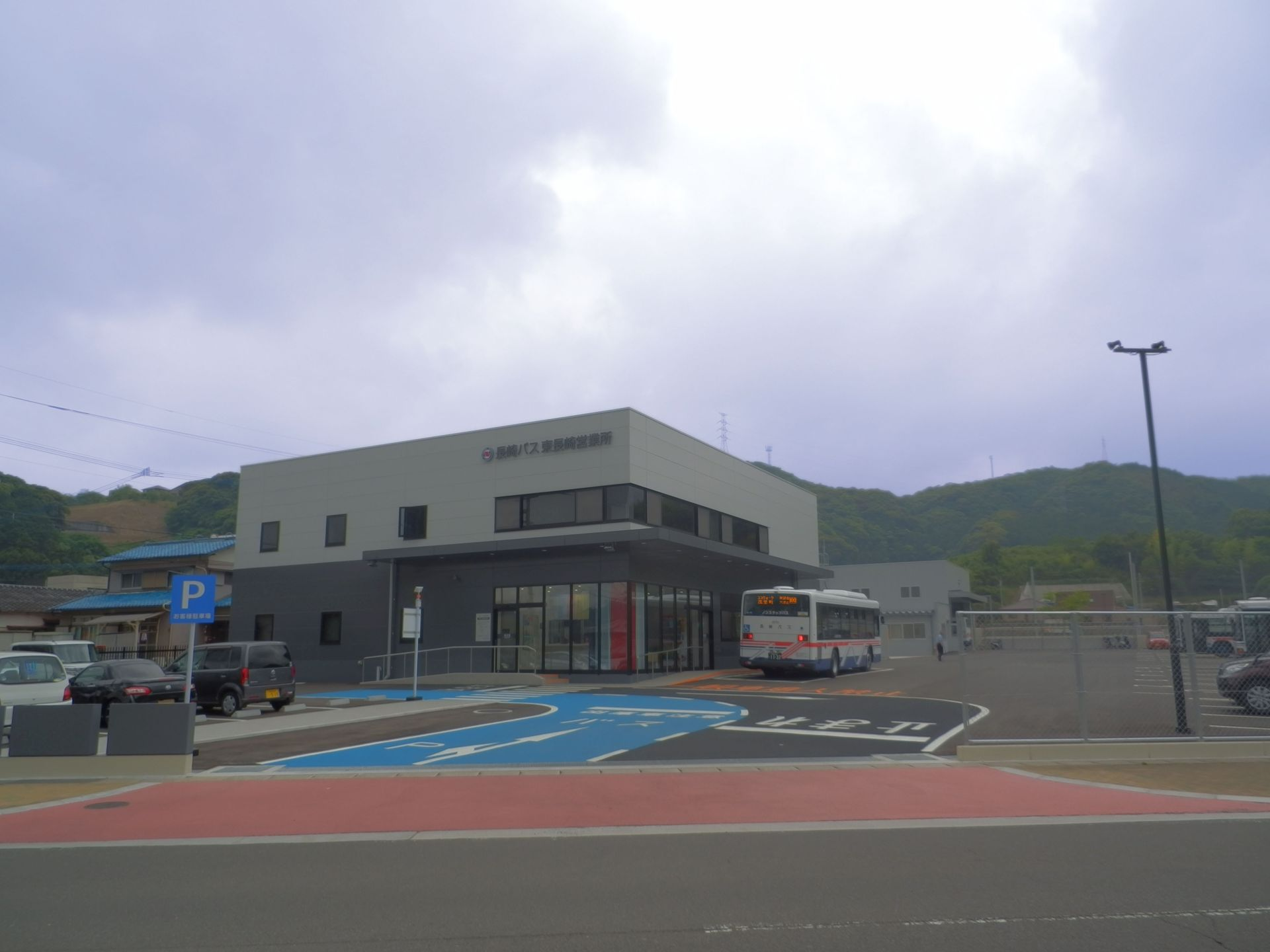
東長崎営業所建屋。ターミナルを兼ねている。

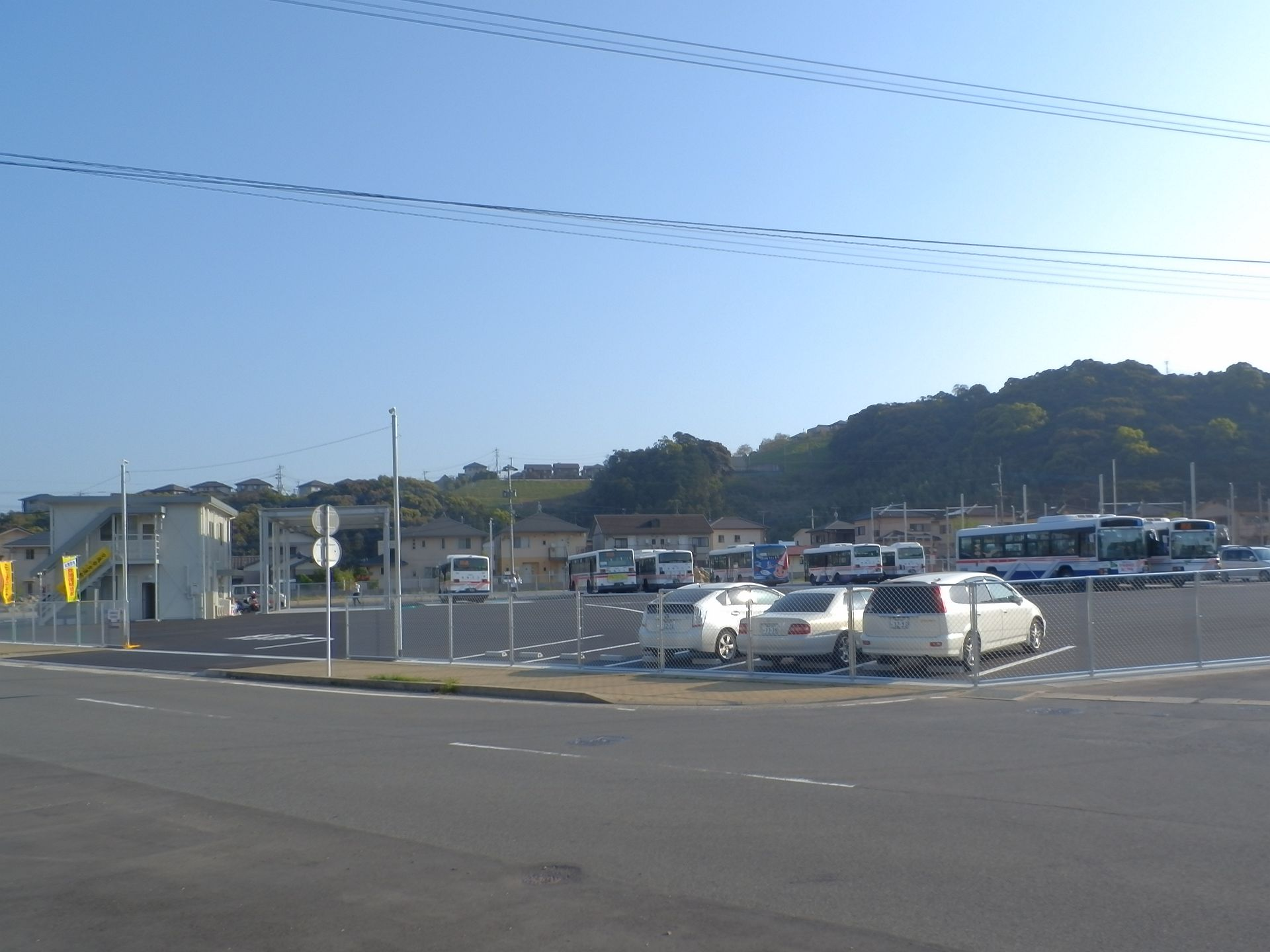
東長崎営業所開設当初の様子。左奥のプレハブ造の建物が仮事務所

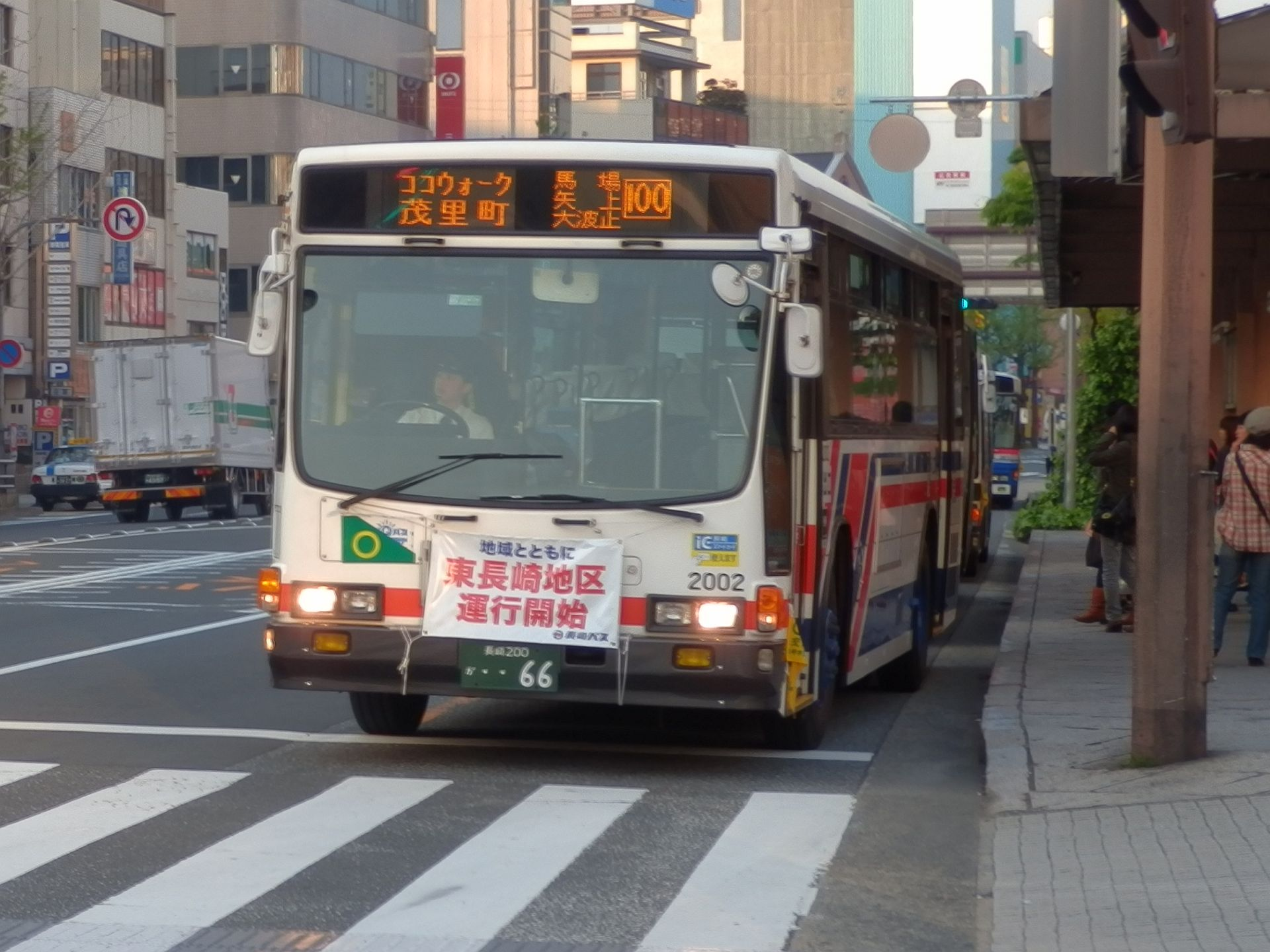
東長崎線運行開始を前面に掲示して走る東長崎営業所の車両（2014年4月）

長崎バス東長崎営業所（ながさきバスひがしながさきえいぎょうしょ）とは、長崎県長崎市平間町373番2号にあり、かつて東長崎地区の路線を担当していた長崎自動車の営業所である。
2023年5月1日より長崎県交通局の営業所として使われている。

## 歴史
- 2012年11月19日  - 長崎バス運行エリアと県営バス運行エリアを接続する長崎バスの飯香の浦 - 矢上線が運行開始[1]。
- 2013年
  - 4月8日 - 長崎バスが矢上地区から長崎南高までを結ぶ通学用路線を開設[2]。
  - 10月8日 - 長崎県交通局が東長崎で運行する県営バスの一部路線を廃止すると発表[3]。
- 2014年4月1日 - 長崎バス東長崎営業所が開設され、3月31日をもって県営バスが路線を廃止した地区での運行を開始する[4]。
- 2017年3月16日 - ターミナル機能を備えた新社屋が竣工。同年4月のダイヤ改正より運用が開始された[5]。
- 2022年
  - 4月1日 - ダイヤ改正により一部の路線が県営バスに一元化される。
  - 9月30日 - 長崎市地域公共交通利便促進実施計画の内容を踏まえ、バス路線の再編に伴い長崎バスが東長崎地区から撤退するため閉所[6]。
- 2023年5月1日 - これまで田中町にあった県営バス矢上営業所が当営業所社屋跡地へ移転することとなり、名称も「県営バス東長崎営業所」へと改称され運用開始。

## 概要
長崎バスは自社エリアと県営バスエリアを接続するための路線を2012年と2013年に新設しており、自社の基準運賃にてバスの運行を行っていた。これを受けて県営バスは運賃格差解消のため、2014年より新たに競合する区間を長崎バスの基準運賃に合わせて値下げすることを決定する。しかし値下げを行った場合は大幅な減収となり、それをカバーする助成なども得られなかったため2013年秋に一部路線の撤退を決定した。これに伴い長崎市地域交通会議が実施され、そこでの合意に基づき県営バスの運行を引き継ぐ形で長崎バスによる運行が決定し、2014年4月1日より東長崎地区の運行拠点として業務を開始した。
事業承認を得てから運行を開始するまでの期間が3ヶ月しかなかったため当初はプレハブ施設で営業を開始し、2017年にバスターミナル付きの正式な営業所建屋が建設された。また、建屋を建設する際に正式な整備工場と給油設備も合わせて建設されている。
保有車両数は開設時で17台と発表されており、長崎バスでは最小規模の営業所となる。
2021年、長崎市域乗合バス事業共同経営計画の実施に伴い、翌2022年春より東長崎線を長崎県交通局（県営バス）に一元化して該当路線の運行本数を調整する共同経営体制が始まり、一部の路線が廃止された。さらに同年10月1日より東長崎地区の運行を再度県営バスに一元化することが決定し、開所からわずか8年半、営業所社屋竣工から5年半で閉所された。なお、営業所の社屋はバス待合所として使用を継続していた。
2023年5月1日より、これまで田中町にあった県営バス矢上営業所が当営業所社屋跡地へ移転することとなり、名称も「県営バス東長崎営業所」へと改称され、運営元は違えど再び待合所を併設したバス営業所・車庫として活用される。

## 廃止時の管轄路線
潮見町・彩が丘（さいがおか）・新田頭（にたんとう）行きは長崎市内からの直通便で運行され、その他の地域は東長崎地区内発着のローカル線という形で運行されていた。ただし潮見町線を除く全ての便が矢上を経由しており、矢上を乗り換え地点として各地区へ接続することが想定されていた。

### 矢上線
系統番号は彩が丘・新田頭・つつじが丘行きが90番、ココウォーク茂里町行きが100番となっていた。
- ココウォーク茂里町 - 宝町 - 長崎駅前 - 大波止 - 中央橋 - 芒塚 - 日見大曲 - イオン東長崎店 - 矢上 - 普賢神社口 - 彩が丘【廃止】
- ココウォーク茂里町 - 宝町 - 長崎駅前 - 大波止 - 中央橋 - 芒塚 - 日見大曲 - 東望道（とうぼうみち） - 矢上 - 馬場 - 東長崎営業所 - 平間 - 鶴の尾団地西口 ‐ 新田頭【長崎市コミュニティバス東部線・新田頭線に移管】
- ココウォーク茂里町 - 宝町 - 長崎駅前 - 大波止 - 中央橋 - 芒塚 - 日見大曲 -  イオン東長崎店 - 矢上 - 宮郷 - 東長崎営業所 - 平間 - 鶴の尾団地 - つつじが丘【長崎県営バスつつじが丘線に統合】
- 東長崎営業所→馬場→矢上→東望道→憩の家→日見大曲→芒塚→中央橋→大波止→長崎駅前→宝町→ココウォーク茂里町【廃止】
- 東長崎営業所・高城台・つつじが丘 - 東望道 - 日見大曲 - 芒塚 - 矢の平1丁目 - 白木 - 愛宕1丁目 - 南高前【廃止】

長崎市中心部と矢上地区の北西部を結ぶ。県営バスが廃止した路線を引き継いだものである。
新田頭行きは長崎市中心部と平間町北部の山奥にある新田頭地区を結ぶ路線で、県営バスは東長崎の各地区同士を結ぶローカル線として運行していたが長崎バスは長崎市内中心部からの直通路線として運行を行っている。東長崎営業所開設初年度から新田頭、年の神（現東長崎営業所）、現川駅前発着の市内（ココウォーク）直通便が運行を開始した。高木〜現川駅前は自由乗降区間となっている。
2016年（平成28年）4月からはつつじが丘からの市内）ココウォーク）直通便も運行を開始した。また、2017年4月のダイヤ改正より、彩が丘からの市内（ココウォーク）直通便も運行を開始した。2019年4月のダイヤ改正より、新田頭発着と現川駅前発着のうちの馬場経由が東長崎営業所に乗り入れるように変更された。
2022年4月のダイヤ改正により、長崎バスのみが運行する区間を除き、県営バスによる運行に移行した。また10月1日のダイヤ改正で廃止され、一部路線は長崎市コミュニティバスに移管された。

### 潮見町線
系統番号は潮見町行きが80番、ココウォーク茂里町行きが100番、長崎新地ターミナル行きが200番となっていた。
- ココウォーク茂里町 - 長崎駅前 - 大波止 - 中央橋 - 芒塚 - 八坂神社前 - 日見公園 - 網場 - 潮見町【長崎市コミュニティバス東部線・潮見町線に移管】
- ココウォーク茂里町・中央橋 - 芒塚 - 八坂神社前 - 日見公園 - 長崎総合科学大学【廃止】
- 太田尾→潮見町→網場→日見公園→八坂神社前→芒塚→中央橋→長崎新地ターミナル【廃止】

長崎市東岸部の潮見町と長崎市中心部を結ぶ路線で、中型バスで運行される。一日の運行本数は比較的少ない。朝には通常路線以外のところへ行くバスも存在する。この路線は県営バスの春日車庫線と重複をしている。
2022年4月のダイヤ改正で待ち時間の平準化が実施された。また10月1日のダイヤ改正で廃止され、一部路線は長崎市コミュニティバスに移管された。

### 矢上 - 茂木 - 田上線
- 田上 - 茂木 - 茂木港 - 北浦 - 座頭浜（旧南商高前）- 片峰 - 日吉 - 太田尾 - 潮見町 - 網場 - 日見公園 - イオン東長崎店 - 矢上 - 馬場 - 東長崎営業所【廃止】

長崎半島東側の県道34号線を通る路線で、中型バスで平日は東長崎方面へ朝1便のみ運行され、土日祝は東長崎営業所⇔田上間を1往復運行される。中心部から枝葉のように別れた主要路線の枝先に当たる地域同士を結ぶ路線として機能する。太田尾地区には1979年より、矢上方面は東長崎営業所が開設される前の2012年11月19日より乗り入れを開始した。
矢上方面は茂木・飯香の浦 - 矢上線として運行を開始した。2012年11月までバスが運行されていなかった日吉 - 潮見町の殆ど住宅がない区間を結ぶもので、県営バスのエリアであった矢上地区と長崎バスのエリアである茂木・日吉・太田尾・田上地区をバスで移動できるようにしたものである。これらの地区は長崎市中心部より矢上などの東長崎の方が近く、地域住民が通院や買い物で他地区を利用する際に東長崎方面への依存度が高かったことから東長崎へバスを乗り入れるに至った。茂木地区から日吉地区までは全体的に狭くカーブの多い区間を走行する。また、片峰 - 座頭浜（旧南商高前）間は自由乗降区間になっている。
2022年10月1日のダイヤ改正で廃止された。

### 中尾線
- 矢筈 - 中尾 - 宮郷 - 矢上 - イオン東長崎店【長崎市コミュニティバス東部線・中尾線に移管】
- 矢筈→中尾→卸団地→宮郷→矢上→イオン東長崎店【廃止】

中尾ダム上流の山間部にある住宅地と国道34号線周辺地区を結ぶ路線で、小型バスで運行される。卸団地を経由する便は県営バスが廃止した朝の便を補完するもので、日中は県営バスがこの区間を運行している。2022年10月1日のダイヤ改正で廃止され、一部路線は長崎市コミュニティバスに移管された。

### 彩が丘線
- 彩が丘 - 普賢神社口 - 高城台西 - 現川駅前【長崎市コミュニティバス東部線・彩が丘線に移管】
- 卸団地 - 日見宿跡 - 矢上 - 馬場 - 彩が丘【廃止】

彩が丘（さいがおか）地区（長崎市東町）や高城台地区と国道34号線やイオン東長崎店・卸団地を繋ぐ路線である。いずれかの系統が運行される。高城台発着便は通学用路線であり、学休日には運休となる。現川駅前行きは朝のみ、現川駅前始発は夕方のみ運行される。終点は彩が丘となるが、始発地は瀬古となっている。2022年10月1日のダイヤ改正で廃止され、一部路線は長崎市コミュニティバスに移管された。

### つつじが丘 - イオン東長崎店線
- つつじが丘 - 鶴の尾団地西口 - 東長崎営業所 - 宮郷 - 矢上 - イオン東長崎店【廃止】

諫早市との境界にあるつつじが丘地区とイオン東長崎店を繋ぐ路線である。この路線では中型バスが使用される。2022年10月1日のダイヤ改正で廃止された。

### 畦別当線
- 網場道 -  矢上 - 馬場 ‐ 鶴の尾団地西口 ‐ 間の瀬 - 畦別当 - 恵の丘 - 犬継 - 小原 ‐ 池原 ‐ 長与駅西口 - まなび野団地 - 県立大学シーボルト校 - 長崎商業

矢上と恵の丘（長崎純心大学）、県立大学シーボルト校、長崎商業高校を畔別当経由で結ぶ路線である。朝夕の通学時間帯に数本程度運行される。2017年4月より運行を開始した。通学者向けの路線である。2018年4月より長崎商業発着となり、2021年4月より矢上 - 長崎商業の便が網場道発着に変更された。
東長崎営業所廃止後は松ヶ枝営業所の管轄となっている。